# Aeroportul Semporna
Aeroportul Semporna (IATA: SMM, ICAO: WBKA) este un aeroport din Sabah, Malaysia ce deservește zona Semporna⁠(d). A fost numit după zona deservită.
Situat la o altitudine de 18 m, aeroportul dispune de o singură pistă. Este operat de Malaysia Airports⁠(d).